# New Nambu M60
Der Revolver New Nambu M60 ist ein Double-Action-Revolver im Kaliber .38 Special, der nach Smith & Wesson-Entwürfen konstruiert wurde.
Der Entwurf und die ursprüngliche Produktion sind aus dem Haus Shin-Chuō Industries (jap. 新中央工業), Firma, die 1975 mit Minebea fusionierte. Der Name „New Nambu“ kommt vom renommierten Waffenschmied Kijirō Nambu aus der ersten Hälfte des 20. Jhr.
Etwa 133.400 Exemplare wurden seit 1961 gebaut. In den 1990er-Jahren wurde die Produktion eingestellt, dennoch ist der Revolver eine der Standarddienstwaffen japanischer Ordnungskräfte (Polizei und andere, wie die Küstenwache).

## Geschichtlicher Hintergrund
In der Zeit vor dem Zweiten Weltkrieg waren die meisten japanischen Ordnungskräfte nur mit einem Säbel ausgestattet. Während der Besatzungszeit nach dem Krieg veranlasste der Supreme Commander for the Allied Powers die Ausstattung dieser Kräfte mit Feuerwaffen. Da die Arsenale einheimischer Waffen nicht genügten, begann die Ausgabe von Waffenmodellen der Alliierten an die japanische Polizei, die ab 1949 geleaste Dienstwaffen erhielt. Bis 1951 waren alle Polizeioffiziere mit Handfeuerwaffen ausgerüstet.
Zunächst gab es eine größere Anzahl an Waffenmodellen, wenngleich Pistolen der Bauart Colt M1911 und Revolver der Modelle M1917, Smith & Wesson Military & Police und Colt Official Police hauptsächlich als Seitenwaffen getragen wurden. Die Revolver im Kaliber .38 wurden gut angenommen, doch Waffen im Kaliber .45 waren zu groß für tendenziell kleiner gewachsene Beamte, insbesondere Frauen. Hinzu kam, dass die M1917-Revolver veraltet und deutlich verschlissen waren, mit Problemen in der Zuverlässigkeit und Schussgenauigkeit. Als Reaktion auf diese Probleme begannen einige Polizeibehörden (wie einer der Vorläufer der Keisatsu-chō – der National Police Agency und manche Stadtpolizeien), kleine Waffen im Kaliber .38 Special, wie die Revolver Smith & Wesson Chiefs Special und den Colt Detective Special, zu importieren. Doch aufgrund der schieren Anzahl an zu ersetzenden Waffen und dem Ausblick auf industrielles Wachstum arbeitete das Ministerium für Internationalen Handel und Industrie (MITI) auf eine heimische Waffenproduktion hin.
Im Jahr 1957 wurden unter der Schirmherrschaft des MITI Waffenentwicklungen bei Shin-Chuō Industries angestoßen. Drei Bauarten wurden gleichzeitig erforscht: Selbstladepistolen jeweils im Kaliber .32 ACP und 9 mm Parabellum sowie Revolver im Kaliber .38 Special. Aus der Pistolenentwicklung stammt die New Nambu M57, welche nicht in eine Serienproduktion überführt wurde. Der Revolver, als New Nambu M60, bediente in befriedigender Weise die Anforderungen der National Police Agency und gelangte ab 1960 in die Massenfertigung.

## Technische Varianten
Die Grundgestaltung des Revolver basiert auf den Smith&Wesson-Modellen „J-“ und „K-Frame“. Die fünfschüssige Trommel ist etwas größer als die Trommel der S&W-Modelle; daher sind deren Speedloader nicht verwendbar. Der Lauf hat 5 Züge mit Rechtsdrall und einer Steigung von 1 Umdrehung auf 15 Zoll. Es sind Lauflängen von 2 und 3 Zoll bekannt.
Der Abzug ist als DA/SA (Double Action/Single Action) ausgeführt. Bei Nutzung per Single Action hat der Revolver gute Präzision, die es erlaubt Schußgruppen von 50 Millimetern bei 25 Metern Abstand zu erzielen.
Eine Variante des Revolvers für Sportschützen mit schwerem, längerem Lauf und einstellbarer Kimme sowie mit einstellbarem Sportgriffstück wurde als New Nambu M60 Sakura bekannt. Die Produktion dieser Variante wurde erwogen; es blieb jedoch bei einigen Prototypen. Nur 3 Stück dieses Modells wurden nach Europa exportiert.